# シスターコントラスト!
『シスターコントラスト!』（Sister Contrast!）は、AcaciaSoftから2003年11月21日に発売された18禁恋愛アドベンチャーゲームである。2006年12月22日には廉価版『Acacia3800シリーズ シスターコントラスト!』が発売された。
2004年5月21日にはCANDYPOPよりサウンドトラックが発売されている。

## あらすじ
離婚して母親に引き取られた主人公は、母親が事故死して天涯孤独となった。だが翌年、6年間音信不通だった父親から突然連絡を受けた。父親は現在再婚した相手の娘達と共に常葉木台に住んでいるという。話があるからと言われ、父親が住む家へと向かう途中、ありえない状況に見舞われた。主人公の目の前にもう1人の自分が突然現れ、彼が意味深な発言をした後、主人公は光に包まれて気を失ってしまった。
主人公が気がついたとき、1人の少女が倒れている主人公を心配そうに眺めていた。だが、その少女は主人公のことを「お兄ちゃん」と言った。妹がいないはずの主人公がその後に父親の住んでいるはずの家に行くと、小さい頃に会ったきりの少女達は自分のことを「兄」と認識していた。
そして、主人公は妹達と会話をしていくうちに、どうやら自分が父親に引き取られた場合のパラレルワールドにいることに気づく。とりあえず自分の状況を把握した主人公は、元の世界に戻れるまでは今の状況で生活することになる。

## 登場人物
豊田始
声：なし
本編の主人公（名前はデフォルトのもので変更は可能だが、基本的に『お兄ちゃん』と呼ばれているため名前を呼ばれない）。謎の光に包まれ、気がついたら妹がいるパラレルワールドに来てしまった。状況が分かった後は、他の妹達に自分が兄ではないと悟られないように生活している。
元の世界ではフリーターで母親の死をきっかけに一人暮らしをしていた。そのため、一通りの家事ができるため家事の手伝いをすることもある。この世界での彼は東京へ進学し一人暮らしを始めたが今は春休みのため実家に過ごす事になったと言う設定のため、海野家でのんびりしている。また、何もやることがないため、カメラを買って様々な風景を写している。
なお、本来の世界で彼の実の母親は事故で死去しているが、このパラレルワールドでは母親はホノルルに滞在している。
海野かもめ（うみの かもめ）
声：ダイナマイト♡亜美
海野家長女。海野家では料理や洗濯などの家事をしており、母親がいない海野家ではお母さん代わりになっている。普段は近所の喫茶店でウェイトレスのバイトをしているが、バンドを組んでいるため練習のために家を空けることもある。彼女はベースを担当しており、家でもヘッドホンをつけながら練習も行っている。明るく前向きな性格。基本的にスタイルもよく胸も大きいが、自分の入るサイズが少なく悩んでいる事もある。
物心ついたときから主人公と会っているため、この世界に住んでいる主人公とは血がつながっていない事は知っている。そのため、幼い頃から主人公の事を意識しているためか重度のブラコンでもある。過去に主人公に告白したことがあるらしいが振られており、その後に主人公が東京へ上京してしまったことを負い目に感じている。
海野カラス（うみの カラス）
声：青山ゆかり
海野家次女。主人公がこの世界に来てしばらく経った後に突然現れた妹。今まで部屋がないところに部屋ができ、周りからも違和感を持たれていない。普段は学校に行っているが、帰りに近所の時環神社で巫女のバイトをしている。基本的に物静かでミステリアスな雰囲気で何を考えているかわからない。だが、時折誉められると調子に乗ってカワイ子ぶったりする意外な一面もある。趣味でキャンバスに油絵を描くほか、歴史の本を読んでいるため歴史についても詳しい。
主人公は彼女が今までいなかったのに突然妹として現れたことに気づいてはいるが、主人公も言える立場ではないため黙認されている。主人公との会話も多く、平静を保っているが主人公の言葉に取り乱すなど主人公に対して好意がある様子。だが、自分の見た目とは裏腹に恋人にするなら貧乳を薦めたりと言葉や行動に一貫性がない。

海野つばめ（うみの つばめ）
声：神崎ちひろ
海野家三女。主人公がこの世界に来て初めて出会う少女。清純でちょっとボーイッシュ。水泳部に所属しており、普段は朝錬や放課後の部活動に力を入れている。また、かもめほどではないが料理もできるため、かもめがバイトでいない時の夕飯を作る時もある。だが、好物のコロッケを作ることが多く、すずめから文句を受けている。意外にも勉強もでき、わからないことがあったら主人公に聞いたりもする。
かもめほどではないが主人公のことを意識しているが、血がつながっていないことを知らないため、自分の想いに苦悩している。それでも、兄である主人公に甘えようとする場面が多い。
海野すずめ（うみの すずめ）
声：北都南
海野家四女。海野家では最年少でちびっ子だが、口も悪く小生意気で調子に乗る事も多い。特に部活動などをしていないが、日直のため朝早くに学校へ行く事もある。趣味はお絵かきで、よくスケッチブックに絵を描いている。好きな食べ物はハンバーグ。
主人公とは馬鹿なやり取りをする仲で、よく悪ふざけをしてはかもめに呆れられている。だが、主人公に自分が描いた絵を見せたり、一緒に図鑑をみたいと誘ったりと主人公に甘えたがる一面も多い。
布瑠部由良（ふるべ ゆら）
声：紫苑みやび
時環神社の神職。若く見えるが、実際はオイルショックの時に大学生だったため50歳近くになる。間延びした口調をしているが、発言に意味深な台詞が多く、掴みどころがない。和室が苦手らしく、普段は神社にはいない。

## スタッフ
- シナリオ：木之本みけ
- キャラクターデザイン・原画：とんぷう
- 音楽：細江慎治

## 主題歌
エンディングテーマ「Possibility」
作詞：木之本みけ / 作曲：細江慎治 / 歌：YURIA